# Álvaro Ribeiro
Álvaro Ribeiro (Miragaia, Porto, 1 de março de 1905 – São Domingos de Benfica, Lisboa, 9 de outubro de 1981) foi um filósofo, escritor e crítico português.
Publicou até ao fim da vida uma vasta obra de prosador, de pedagogo, de hermeneuta e de memorialista, em que pretendeu por um lado actualizar um racionalismo aristotélico muito atento aos problemas da linguagem verbal, no qual via a genuína matriz do pensamento português, desde Pedro Hispano ou de Álvaro Pais (sec. XIV), e por outro magistralizar a tradição esotérica do saber, sobretudo judaico-cabalista, na qual inseria a renovação moderna do pensamento português, começada para ele com Sampaio Bruno.
O poeta português que mais vivamente interpelou o Álvaro Ribeiro pensador de enigmas foi Fernando Pessoa. Dele compilou em volume os textos publicados na revista A Águia em 1912, dedicados à poesia saudosista; a recolha, A Nova Poesia Portuguesa (1944), foi a primeira compilação de dispersos do poeta e antecedeu muitas outras iniciativas do género, a primeira das quais a recolha de Jorge de Sena, Páginas de Doutrina Estética (1945), que contou com larga e generosa colaboração de Álvaro.

## Biografia
Álvaro Carvalho de Sousa Ribeiro, filho único de José de Sousa Ribeiro e de Angélica Cândida de Carvalho Sousa Ribeiro, nasceu em Miragaia, no Porto, no dia 1 de Março de 1905.
Entre 1917 e 1919, foi aluno interno num colégio dominicano em Paris, só mais tarde ingressou no Curso Geral dos Liceus no Liceu Rodrigues de Freitas. Licenciou-se em Ciências Histórico-Filosóficas pela Faculdade de Letras da Universidade do Porto, onde foi discípulo de Leonardo Coimbra e condiscípulo de Adolfo Casais Monteiro e de Delfim Santos.
Foi um dos assinaram em Lisboa, em 1932, a carta de apresentação do Movimento da Renovação Democrática.
Fundou em Lisboa o movimento da Filosofia Portuguesa com a publicação, em 1943, do manifesto O Problema da Filosofia Portuguesa, grupo a que logo se juntou o seu amigo José Marinho e também Santana Dionísio, António Alvim, Miguel Summavielle, Eudoro de Sousa, entre outros. Aquele manifesto foi editado por Eduardo Salgueiro, que fora seu colega anos antes no movimento da Renovação Democrática.
Em Lisboa manteve animada tertúlia em torno do seu magistério durante décadas, renovando o seu movimento ao longo de sucessivas gerações, vindo a incluir Afonso Botelho, António Braz Teixeira, António Quadros, António Telmo, Pinharanda Gomes, Orlando Vitorino, Cunha Leão (filho), Francisco Moraes Sarmento, entre outros pensadores. Dirigiu a revista Princípio  (1930) e colaborou no Diário Popular, Acção Republicana, Atlântico, Democracia, jornal 57  (1957-1962), Escola Formal e Ensaio, folha de cultura e opinião. Foi um dos sócios fundadores da Sociedade de Língua Portuguesa.
Em 1971, casou em Lisboa com Maria Júlia de Azevedo Lima.
Um dos seus discípulos mais fieis, António Quadros, escreveria mais tarde: “Marinho era o contemplador do número, do espírito recôndito, na experiência anagógica da visão unívoca. Mas Álvaro Ribeiro era o operário de Deus, o trabalhador que, dobrado sobre a grande máquina do Mundo e sobre o formigueiro dos homens, tentava fazê-los mover, arrolando cada um de nós para uma função própria e levando-nos as instruções deixadas pelo fabricante de origem. A cada pensador português, o seu poeta. Se Junqueiro para Bruno, Antero para Sérgio, Pascoaes para Leonardo e Marinho, Pessoa para Agostinho, o poeta de Álvaro Ribeiro era José Régio.” (Memórias das Origens Saudades do Futuro).
Morreu a 9 de outubro de 1981, vítima de mesenterite, na freguesia de S. Domingos de Benfica, em Lisboa. Encontra-se sepultado no Cemitério de Benfica.

## Obras
- O problema da filosofia portuguesa (Lisboa, 1943)
- Leonardo Coimbra: apontamentos de biografia e de bibliografia (Lisboa, 1945)
- Sampaio Bruno (Lisboa, 1947)
- Os Positivistas: subsídios para a história da filosofia em Portugal (Lisboa, 1951)
- Apologia e Filosofia (Lisboa, 1953)
- A Arte de Filosofar (Lisboa, 1955)
- A Razão Animada: sumário de Antropologia (Lisboa, 1957)
- Escola Formal (Lisboa, 1958)
- Estudos Gerais (Lisboa, 1961)
- Liceu Aristotélico (Lisboa, 1962)
- Escritores Doutrinados (Lisboa, 1965)
- A Literatura de José Régio (Lisboa, 1969)
- Filosofia e Filologia (Braga, 1972)
- Uma coisa que pensa: ensaios (Braga, 1975)
- Memórias de um Letrado (três volumes - Lisboa, 1977)
- Cartas para Delfim Santos 1931 - 1956 (Lisboa, 2001)
- Correspondência com José Régio (Lisboa, 2008)

## Traduções
- Kant, de Émile Boutroux (Lisboa, 1943)
- Do Hábito, de Félix Ravaisson (Lisboa, 1945)
- Elogio da Loucura, de Erasmo (Lisboa, 1951)
- Ensaios, de Francisco Bacon (Lisboa, 1952)
- A Cidade do Sol, de Campanella (Lisboa, 1953)
- O Banquete, de Kierkegaard (Lisboa, 1953)
- A Origem da Tragédia, de Nietzsche (Lisboa, 1954)
- A Verdade do Amor, de Vladimir Soloviev (Lisboa, 1958)
- Os Heróis, de Tomás Carlyle (Lisboa, 1956)
- Estética, Arquitectura e Escultura, de Hegel (Lisboa, 1962)
- Estética, Pintura e Música, de Hegel (Lisboa, 1974)
- Reorganizar a sociedade, de Augusto Comte (Lisboa, 1977)
- Lucinda, de Schlegel (1979).